# Josep Toutain
Josep Toutain Vila, referido a veces como José Toutain (Barcelona, 1932 - Barcelona, 1997), fue un editor, guionista y dibujante de historietas español. Fue una figura clave dentro del panorama de la historieta española entre los años 1950 y 1980, debido fundamentalmente a su labor como director de la agencia Selecciones Ilustradas y luego la editorial Toutain que contribuyeron al mantenimiento y renovación del cómic español. Emprendedor e idealista, poseía una fuerte personalidad (Joan Navarro le llamó "el sheriff de los tebeos"), que le permitió hacer frente a las adversidades de un mercado tan inestable como el español.

## Biografía

### Infancia y juventud
Su padre, de origen francés, trabajaba como mánager de pelotaris e intermediario de apuestas en el Frontón Colón. A finales de los años 1940, en plena juventud comenzó su carrera como dibujante con un estilo similar al de los norteamericanos Milton Caniff y Frank Robbins, publicando por igual en estilo realista como en caricatura en revistas como Pocholo, Historietas, Estrellita o El Coyote. Su obra principal en esta época es El Héroe de Saipán, publicada en 1950. Posteriormente se unió a la agencia Histograf de Francisco de la Fuente para la que crea la serie Un Chico de Arkansas y la de su personaje más importante en esta época, Sylvia Millones.

### El mercado exterior: Selecciones Ilustradas
A partir de 1953 tomó la decisión de centrar su actividad en la promoción de otros artistas como agente para lo que creó junto con Antonio Ayné, copropietario de la editorial Toray, la agencia Selecciones Ilustradas para la que trabajaron muchos de los mejores artistas españoles de la época como Luis Bermejo, Fernando Fernández, Josep Maria Beà, Alfonso Font, Carlos Giménez, Vicente Segrelles, Manfred Sommer o Adolfo Usero, entre otros. En 1955 Toutain abandona definitivamente su labor como dibujante para dedicarse por entero a la de representante, si bien sigue firmando algún guion esporádicamente. 
Durante los años 50 y 60 proporcionó encargos sindicados para revistas mayoritariamente inglesas de historias del oeste, románticas o bélicas. Estos trabajos eran realizados por dibujantes españoles sobre guiones ingleses, sin derecho a créditos sobre su trabajo ni a la devolución de los originales pero aun así en condiciones de trabajo mucho mejores de las habituales en España, con unos ingresos muy superiores (de 25 pesetas por viñeta en Francia a 125 en Gran Bretaña). Como explica Josep María Beá, otro de sus representados, Toutain

«Practicaba un comportamiento ora autoritario, ora paternalista, siempre desmedido en sus aturdidoras reuniones donde, con un verbo magnético, nos tenía a todos cautivados merced a sus hiperbólicas premoniciones de éxito. Se sentía, como no, admirado, temido y odiado por toda aquella tropa de cachorros subnormalizados mágicamente por una afición patológica por el cómic. Pero poca broma, con el tiempo fue conquistando el mercado exterior, y sin exagerar, casi nos llevó a las puertas de Hollywood.»

En 1963 Ayné se desvincula de Selecciones, quedando Toutain como único responsable. Selecciones se convirtió rápidamente en una de las agencias más importantes a nivel internacional, exportando historietas a numerosos países. 
A finales de los 60 se produce un declive de la historieta de sindicación y un auge del cómic de autor en Estados Unidos del que Toutain supo sacar partido cuando en 1970 gracias a su capacidad para las relaciones públicas se convierte en representante de los artistas que publican en las revistas fantásticas de Jim Warren como Creepy, Eerie o Vampirella, logrando que muchos de ellos vean la posibilidad de publicar sus propios guiones.

### El boom del cómic adulto en España
En 1973 crea la editorial Toutain-Editor al frente de la cual guio gran parte del llamado boom del cómic adulto en España de los años 70 y 80 mediante diversas publicaciones como Creepy (versión de la revista americana), 1984 y su sucesora Zona 84, Comix Internacional, Totem y la polémica El Víbora que ayudaron a consolidar en el país una historieta de calidad y proyección internacional. Para entonces, ya había adquirido la habilidad de celebrar cada innovación de sus artistas, alimentando con ello su autoestima y, a la par, su creatividad.
Recibió un amplio reconocimiento por su obra dentro y fuera de España, llegando a recibir el que se considera máximo galardón de la profesión, el Yellow Kid del Salón Internacional del Cómic de Lucca en 1981. 
En 1982, sufrió un duro golpe cuando tres de los puntales de sus revistas (Josep María Beà, Alfonso Font y Carlos Giménez) las abandonaron para emprender la aventura autogestionaria de Rambla.
Es notable la edición en fascículos de la Historia de los Comics, en 1983, coordinada por Javier Coma y que contó con la colaboración de numerosos artistas y conocedores del medio españoles y extranjeros, convirtiéndose en una importante obra de referencia a nivel internacional. Firmó también el "Manifiesto contra la exposición Tintín y Hergé" (1984) y por extensión la línea clara.
En los años 90 se vivió un declive del mercado de historietas español, debido a cambios en los hábitos de los lectores y al auge de otras tradiciones de historieta, (v.gr. manga) entre otras cosas, por lo que la editorial Toutain se vio obligada a cerrar en 1993, si bien Selecciones Ilustradas sigue en funcionamiento aunque dedicada sólo a la ilustración.
Falleció víctima de un cáncer de pulmón en Barcelona el 25 de septiembre de 1997. El Salón del Cómic de Barcelona creó en su honor el Premio Josep Toutain al Mejor Autor Revelación, que se concede cada año.

## Josep Toutain en la ficción
Josep Toutain fue retratado irónicamente por Carlos Giménez en su serie Los Profesionales, en la cual Toutain es disfrazado con el nombre de "Filstrup" (uno de los pseudónimos con que firmaba sus primeros trabajos).

## Legado
Marcel Miralles, colaborador suyo en Selecciones y hermano del historietista José María Miralles dijo sobre Toutain:

«Josep Toutain es la persona que ha hecho más por los cómics en este país. Es la gran figura que está en el principio de muchas cosas, de la mayoría de los grandes o pequeños movimientos que ha habido en este diminuto mundo nuestro.»

«...fue un gran emprendedor, un animador, hizo posible la culminación de muchos deseos de los artistas. Gracias a él, muchos artistas hicieron lo que hicieron. No quiero quitarles mérito. Tuvieron que luchar y sacrificarse. Pero sin Toutain muchos no habrían llegado. Sabía espolear a la gente, era un buen director artístico, entendía sobre todas las cuestiones artísticas. Por ello sabía ayudar.»

«Toutain no entendía Selecciones Ilustradas como un negocio. El dinero entraba, pero tal como entraba salía. Se invirtió mucho dinero, en una época de gran inflación, cuando no era oportuno invertir a largo plazo. Pero ello permitió que afloraran grandes talentos, y el ir subiendo escalones en la consecución de mercados y objetivos. Toutain quería que los dibujantes de Selecciones llegaran más y más arriba y lograran los mejores trabajos.»

Rafa Negrete, uno de los últimos valores "descubiertos" por Toutain, afirmó:

«Toutain es un hombre del cómic, lo vive intensamente y puede haber cometido errores en su trayectoria editorial, pero nadie puede negarle su devoción y entrega al medio.»